# Šisei Kuwabara
Šisei Kuwabara (桑原 史成, Kuwabara Šisei, 7. října 1936) je japonský fotoreportér nejznámější díky svým reportážím o účincích otravy rtutí lidí v Minamatě a okolí po dobu asi čtyřiceti let.

## Životopis
Kuwabara se narodil jako Fumiaki Kuwabara (桑原史成, Kuwabara Fumiaki) ve vesnici Kibe (nyní součást Cuwano), prefektura Šimane, Japonsko. V roce 1960 promoval na Tokyo University of Agriculture a Tokyo Photo School (později Tokijská škola fotografie).
Ve stejném roce začal Kuwabara pracovat jako fotograf na volné noze. S úvodním dopisem od novináře časopisu Šúkan Asahi navštívil v červenci ředitele městské nemocnice Minamata, Dr. Noboru Óhašiho, aby požádal o povolení fotografovat. Óhaši mu dal povolení k dlouhodobému zpravodajství.
Kuwabarovy fotografie Minamaty byly vystaveny na jeho první samostatné výstavě, Minamata-bjó (Minamatská nemoc), na Fuji Photo Salonu v Tokiu v září 1962. Cyklus vyhrál cenu pro nováčky Japonské asociace fotografických kritiků. 
Kuwabarova díla také získala cenu od japonského nakladatelství Kodanša v roce 1965, fotografické společnosti Japan's Annual Award v roce 1971 a Cenu Nobua Iny v roce 1982.
Od roku 1997 má Cuwano galerii věnovanou převážně Kuwabarově tvorbě. Do března 2004 se jmenovala Cuwano Documentary Photograph Gallery; poté bylo přejmenováno na Šisei Kuwabara Photographics Museum.

## Publikace
- Šašin-šú Minamata-bjó (写真集 水俣病) / Minamata Desease [sic]. Tokio: San'iči Šobó, 1965.
- Šašin-kiroku Minamata-bjó 1960 – 1970 (写真記録 水俣病1960 – 1970, "Dokument: Minamatská nemoc"). Tokio: Asahi Šinbun, 1970.
- Seikacuša gunzó (生活者群像, "Koláž živých lidí"). Tokio: San'iči Šobó, 1980.
- Minamata Kankoku Betonamu (水俣・韓国・ベトナム). Tokio: Banseiša, 1982.
- Tódži no sato Kórai, Richó (陶磁の里 高麗・李朝). Tokio: Iwanami, 1984.
- Kórai, Richó gendai tójisen (高麗・李朝現代陶磁撰). Tokio: Mainiči Šinbun, 1985.
- Kankoku genkei (韓国原影„Původní scény Koreje“). Tokio: San'iči Šobó, 1986.
- Minamata (水俣, "Minamata"). Komiči Šobó, 1986.
- Hódóšašinka (報道写真家, "dokumentární fotograf"). Tokio: Iwanami, 1989.
- Kankoku šindžó toro (韓国真情吐露, "Vyjádření skutečných pocitů o Koreji"). Tokio: Ócuki, 1990. ISBN 4-272-62013-4
- Yameru taikoku Rošia (病める大国 ロシア„Rusko, nemocný velký národ“). Tokio: Heibonša, 1995. ISBN 4-582-27731-4
- Kuwabara Šisei / Minamata (桑原史成/水俣). Tokio: Nihon Tošo Sentá, 1996. ISBN 4-8205-7297-0 Černobílé fotografie v jednom svazku (prodává se samostatně) vícedílného souboru o znečištění v Japonsku. Pouze v japonštině.
- Kuwabara Šisei šašin zenšú (桑原史成写真全集, The Complete Works of Kuwabara, Šinsei.) Tokio: Kusa-no-Ne. Každý z těchto čtyř svazků obsahuje vysvětlující text v angličtině i japonštině.
  - 1. Minamata (水俣, Minamata). 2004. ISBN 4-87648-141-5
  - 2. Kankoku (韓国, Jižní Korea). 1998. ISBN 4-87648-142-3
  - 3. Chikuhó/Okinawa (筑豊/沖縄, Chikuho/Okinawa). 2004. ISBN 4-87648-143-1 První polovina je o upadajících uhelných dolech Chikuho.
  - 4. Betonamu (ベトナム, Vietnam). 1999. ISBN 4-87648-144-X
- Imujin-gan: Kaima-mita Kita Chósen (イムジンガン：垣間見た北朝鮮, "Imdžin-gang: Záblesky Severní Koreje"). Tokio: Kusa-no-Ne, 2003. ISBN 4-87648-189-X Černobílé fotografie Severní Koreje. Pouze v japonštině.

## Knihy s díly Kuwabary
- Nihon šašin no tenkan: 1960 nendai no hyógen (日本写真の転換：1960時代の表現) / Inovace v japonské fotografii v 60. letech 20. století. Tokio: Tokyo Metropolitan Museum of Photography, 1991. Katalog výstavy, text v japonštině a angličtině, s. 104 – 113 jsou věnovány Kuwabarovým fotografiím Minamaty.